# Bangla (film)
Bangla è un film del 2019 scritto, interpretato e diretto da Phaim Bhuiyan. Il film è stato presentato in anteprima al IFFR 2019. La pellicola vede protagonisti lo stesso regista Phaim Bhuyian e Carlotta Antonelli.

## Trama
Phaim è un giovane ragazzo bengalese di 22 anni, nato in Italia. Vive nel quartiere romano di Torpignattara e passa le sue giornate tra la famiglia (composta da un padre sognatore, una madre molto tradizionalista ed una sorella prossima al matrimonio con un altro ragazzo bengalese), il lavoro da steward in un museo, le visite al suo amico pusher Matteo e la musica, suonando con la sua band Moon Star Studio, composta da tre suoi amici. Con il suo gruppo, a volte suonano in giro per locali ed è proprio durante una di queste serate che Phaim conosce Asia, una giovane ragazza romana della quale si innamora. Adesso la vita di Phaim è ad un bivio. Il ragazzo deve prendere una decisione: andare via dall'Italia e partire per Londra con la famiglia, oppure restare a Roma per rimanere con i suoi amici di sempre e con la ragazza che ama.

## Distribuzione

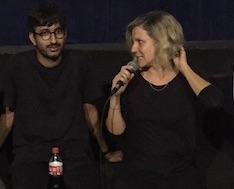
Phaim Bhuiyan e Vanessa Picciarelli durante la presentazione del film

La locandina e il trailer sono stati pubblicati il 19 aprile 2019. In Italia è stato distribuito a livello nazionale da Fandango a partire dal 16 maggio 2019.

## Serie televisiva
È stata prodotta una serie televisiva sequel omonima pubblicata in esclusiva su RaiPlay il 13 aprile 2022 e poi andata in onda su Raitre dal 27 aprile.
Accademia Bengalese

## Riconoscimenti
- 2019 – MIA Premio What's Next Italy[5]
- 2019 – Globo d'oro
  - Migliore opera prima a Phaim Bhuiyan[6]
- 2019 – Nastro d'argento
  - Migliore commedia a Phaim Bhuiyan[7]
- 2020 – David di Donatello[8]
  - Miglior regista esordiente a Phaim Bhuiyan
  - Candidatura per Migliore sceneggiatura originale a Phaim Bhuiyan e Vanessa Picciarelli
  - Candidatura per Miglior produttore  a Domenico Procacci (Fandango) e Anna Maria Morelli (Tim Vision)
  - Candidatura per Migliore canzone originale a Antonio Aiello, Shoshi MD Ziaul